# Patrizia Ciofi
Patrizia Ciofi (Casole d'Elsa, 7 giugno 1967) è un soprano italiano.
Specialista del Rossini brillante, e in generale dell'opera italiana della prima metà dell'Ottocento, la sua voce duttile, legata a buone doti interpretative, le ha consentito di affrontare con disinvoltura anche il repertorio della musica barocca.

## Biografia
Diplomatasi in canto presso l'Istituto Musicale Pietro Mascagni di Livorno, si è perfezionata all'Accademia Chigiana di Siena, a Fiesole e a Massa, studiando con Carlo Bergonzi, Shirley Verrett, Alberto Zedda, Claudio Desderi.
Debutta nel 1989 al Teatro Comunale di Firenze con l'opera Giovanni Sebastiano di Gino Negri. 
Al Teatro Verdi (Pisa) nel 1990 è Donna Anna in Don Giovanni (opera) cantata anche nel 1991 al Teatro comunale (Modena), nel 1991 è Norina in Don Pasquale, nel 1992 Gilda in Rigoletto e nel 1993 Nannetta in Falstaff (Verdi) e Violetta Valery ne La traviata cantata anche al Teatro La Gran Guardia di Livorno.
Ancora nel 1993 è Fulvia ne La pietra del paragone a Felixstowe e Xenia in Boris Godunov (opera) al Teatro Regio di Parma e nel 1994 Lisa ne La sonnambula al Teatro Verdi (Trieste).
Dal 1994 inizia una collaborazione annuale con il Festival di Martina Franca interpretando Amina ne La sonnambula (1994), Medèe di Luigi Cherubini (1995), L'americano di Niccolò Piccinni (1996), la prima edizione moderna della versione francese di Lucia di Lammermoor di Donizetti (1997), Mese mariano ed Il re (opera) di Umberto Giordano (1998), Ippolito e Aricia di Tommaso Traetta (1999), Otello di Rossini (2000), Robert le Diable di Meyerbeer (2000) ed I Capuleti e i Montecchi di Bellini (2005).
Nel 1994 è Gilda in Rigoletto al Teatro Gabriello Chiabrera di Savona e nel 1995 torna a Pisa come Adina ne L'elisir d'amore.
Ha cantato in tutti i principali teatri italiani, affrontato anche ruoli molto impegnativi come Violetta ne La traviata e tutti e quattro i ruoli femminili ne I racconti di Hoffmann di Jacques Offenbach.
Nel 2000 vince il Premio Abbiati della Critica Musicale Italiana.

## Opere interpretate
- Ancona, Teatro delle Muse: Lucia di Lammermoor (2002);
- Atene: Maria Stuarda (2011);
- Avenches: La traviata (2008);
- Avignone: Les pêcheurs de perles (2007), Manon (Massenet) (2009), La traviata (2012) e Hamlet (2015);
- Barcellona, Gran Teatre del Liceu: Lucia di Lammermoor (2006), La fille du régiment (2010), La sonnambula (2014) e La traviata (2014), I Capuleti e i Montecchi (2016);
- Baveno: Il re (2001) e Mese mariano (2002);
- Berlino, Deutsche Oper: Rigoletto (2008), La traviata (2011), Les Pêcheurs de perles (2011), Tancredi (2012), Don Giovanni (2013) e Dinorah (2014);
- Bilbao: Giulio Cesare (Haendel) (2009) e Romeo e Giulietta (Gounod) (2011);
- Bologna, Teatro Comunale: La Bohème (Puccini) (1999) e La sonnambula (2005);
- Budapest, Teatro dell'Opera: Rigoletto (2011);
- Catania, Teatro Massimo Vincenzo Bellini: L'elisir d'amore (1996), Divara (1997) e un concerto con Gregory Kunde (2013);
- Cagliari: Teatro Lirico: La bohème (1998 di cui esiste un DVD), Don Pasquale (2002) e Cherubin di Jules Massenet (2005);
- Chicago, Opera: La traviata (2003).
- Firenze:
  - Maggio Musicale Fiorentino: Parsifal (1997),
  - Teatro della Pergola: Die Entführung aus dem Serail (2002) di cui esiste un DVD trasmesso dalla RAI e Le nozze di Figaro (2003), Rigoletto (2003);
- Genova, Teatro Carlo Felice: La traviata (1997), Rigoletto (2002), Le nozze di Figaro (2004), La figlia del reggimento (2005) di cui esiste un DVD della Decca trasmesso da Rai 5, Der Rosenkavalier (2008);
- Ginevra, Grand Théâtre: Don Pasquale (2007) e La traviata (2013);
- La Coruña: Don Pasquale (2007) e La fille du régiment (2010);
- Las Palmas de Gran Canaria: Les Pêcheurs de perles (2012);
- Liegi, Opéra Royal de Wallonie: Maria Stuarda (2008), I Capuleti e i Montecchi (2010) e Luisa Miller (2014);
- Lilla, Opéra: Idomeneo (2015).
- Lione, Opéra de Lyon: Lucie de Lammermoor (2002 versione francese di cui esiste un DVD) e Les contes d'Hoffmann (2013);
- Londra, Royal Opera House, Covent Garden: Rigoletto (2002), Don Giovanni (2008), La Fille du régiment (2012) e Robert le diable (2012);
- Lucca, Teatro del Giglio: La sonnambula (1999);
- Madrid, Teatro Real: L'elisir d'amore (2006), Tancredi (2007), Rigoletto (2009), Les Pêcheurs de perles (2013) e La traviata (2015);
- Marsiglia, Opéra municipal de Marseille: Les contes d'Hoffmann (2004), Lucia di Lammermoor (2007), Hamlet (2010), Romeo e Giulietta (2011), La straniera (2013) e Falstaff (Verdi) (2015);
- Martina Franca Festival: collaborazione fissa;
- Milano, Teatro alla Scala: La traviata (1997), L'elisir d'amore (1998), Lucia di Lammermoor (2006), Il viaggio a Reims (2009), Idomeneo (2009), Un ballo in maschera (2013);
- Monaco di Baviera, Bayerische Staatsoper: La traviata (2009) e Rigoletto (2013);
- Monte Carlo, Grand Théâtre: Il viaggio a Reims (2005) e Don Giovanni (2015);
- Montpellier: Ippolito e Aricia (Traetta) (2001);
- Montreux: Le nozze di Figaro (2001);
- Napoli, Teatro San Carlo: Eleonora (oratorio di Roberto De Simone) (1999), La bohème (2000), La sonnambula (2001) e Les Pêcheurs de perles (2012);
- New York, Lincoln Center: L'Enfant et les sortilèges (2006);
- Orange, Teatro romano: Lucia di Lammermoor (2006), La traviata (2009), Rigoletto (2011) ed un concerto con Daniela Barcellona (2014);
- Oviedo: L'elisir d'amore (2010);
- Palermo, Teatro Massimo Vittorio Emanuele: La gazza ladra (1996), Le martyre de Saint Sébastien (1999) e Carmina Burana (Orff) (2000);
- Parigi:
  - Théâtre des Champs-Élysées: L'incoronazione di Poppea (2004), Le nozze di Figaro (2005), Don Giovanni (2006) e Tancredi (2014);
  - Théâtre du Châtelet: Mitridate, re di Ponto (2000);
  - Opéra Bastille: Falstaff (1999), Il cavaliere della rosa (2002), Le nozze di Figaro (2003), Gianni Schicchi (2004), Alcina (2004), I Capuleti e i Montecchi (2004) e Lucia di Lammermoor (2013);
  - Salle Pleyel: La bohème (2014);
- Parma, Verdi Festival: Rigoletto (2001);
- Pesaro, Rossini Opera Festival: Le nozze di Teti & Peleo (2001), Il turco in Italia (2002), Tancredi (2004) e Adelaide di Borgogna (Rossini) (2006);
- Pisa: Teatro Verdi: La sonnambula (1999);
- Roma, Teatro dell'Opera: La bohème (2011);
- Saint-Denis: Messe de Chimay di Luigi Cherubini nella Basilica di Saint-Denis (2006), Il combattimento di Tancredi e Clorinda (2008), Stabat Mater (Rossini) (2011) e Requiem (Verdi) (2015);
- Salerno, Teatro Verdi: Robert le diable (2012) e Rigoletto (2013).
- San Diego: Der Rosenkavalier (2011);
- Savona, Teatro Gabriello Chiabrera: Rigoletto (1994) e Lucia di Lammermoor (1996);
- Spoleto: Carmina Burana (2004 ripresa da Rai 2);
- Torino, Teatro Regio: Cendrillon (Massenet) (1996), La bohème, Tamerlano (1997),  Le nozze di Figaro (1997), La traviata (1999), Lucia di Lammermoor e Rigoletto (2000), Ein deutsches Requiem (2001), Così fan tutte (2003) e Tancredi (2009 ripresa da Loggione (programma televisivo) di Canale 5);
- Trieste: Politeama Rossetti: Giovanna d'Arco al rogo (1996) e in Sala Tripcovich: Rigoletto (1996);
- Tokyo: La traviata (2011) e Les contes d'Hoffmann (2014);
- Venezia:
  - Scuola Grande di San Giovanni Evangelista, Siroe (2000);
  - Teatro Malibran: L'Olimpiade (Cimarosa) (2001);
  - Basilica di San Marco: Gloria (Vivaldi) (2003 nel Concerto di Natale ripresa da Rai 2);
  - Teatro La Fenice: La traviata, in occasione della riapertura del teatro, nel 2004 ripresa dalla RAI di cui esiste un DVD, Pia de' Tolomei (2005), Il crociato in Egitto (2007);
- Vienna, Wiener Staatsoper: La sonnambula (2008) e Rigoletto (2010);
- Zurigo: La traviata (2002);

## Discografia
Oltre ai lavori teatrali, Patrizia Ciofi dal 2002 è un'artista EMI/Virgin. Ha inciso: 
- Lettere amorose di Domenico Scarlatti;
- Antonio Vivaldi: Motets - Europa Galante/Fabio Biondi/Patrizia Ciofi, 2004 Erato/Warner
- Radamisto di Georg Friedrich Händel;
- Benvenuto Cellini di Hector Berlioz - Gregory Kunde/John Nelson/Laurent Naouri/Orchestre national de France/Patrizia Ciofi, 2004 Erato/Warner
- Bajazet di Antonio Vivaldi - Europa Galante/Elīna Garanča/Patrizia Ciofi, 2005 EMI/Virgin/Erato
- Combattimento di Tancredi e Clorinda di Claudio Monteverdi - Emmanuelle Haïm/Le Concert d'Astrée/Patrizia Ciofi/Rolando Villazón/Topi Lehtipuu, 2006 EMI/Virgin/Erato
- La straniera di Vincenzo Bellini - Dario Schmunck/Aled Hall/Patrizia Ciofi/Roland Wood/Geoffrey Mitchell Choir/David Parry/Graeme Broadbent/London Philharmonic Orchestra/Mark Stone/Enkelejda Shkosa, 2007 Opera Rara
- Le Nozze di Figaro di W. A. Mozart - Gens/Ciofi/Kirchschlager/Regazzo/Keenlyside/McLaughlin/van Rensburg/Abete/Rial/Concerto Köln/René Jacobs/Collegium Vocale Gent, 2004 Harmonia Mundi - Grammy Award for Best Opera Recording 2005
- Cherubini: Medee - Jean-Philippe Courtis/Patrizia Ciofi/Patrick Fournillier/Luca Lombardo/Iano Tamar/Magali Damonte/Maria Grazia Pani/Orchestra Internazionale d'Italia/Coro da Camera Sluk di Bratislava/Rosanna Casucci, 2008 Nuova Era
- Ciofi, Opera Arias Live: Traetta/Meyerbeer/Rossini/Donizetti/Piccinni/Massenet/Verdi - Patrizia Ciofi/David Golub/Orchestra Internazionale d'Italia/Renato Palumbo/Paolo Arrivabeni/Teatro La Fenice Orchestra/Eric Hull/Teatro Lirico Orchestra/Emmanuel Villaume/Riccardo Frizza/Genoa Teatro Carlo Felice Orchestra/Lorin Maazel, 2009 Dynamic
- Bellini: Capuleti e I Montecchi - Patrizia Ciofi/Federico Sacchi/Slovak Chamber Choir/Italian International Orchestra/Luciano Acocella, 2006 Dynamic
- Traetta: Ippolito ed Aricia - Patrizia Ciofi/Sara Allegretta/Luca Grassi/Bratislava Chamber Choir/Simon Edwards/Elena Lopez/Stefania Donzelli/Madia Todisco/Saverio Fiore/David Golub/Angela Masi/Maria Miccoli/Monica Sesto/Angelo Manzotti/Rossana Potenza/Loredana Cinieri/Orchestra Internazionale d'Italia, 2000 Dynamic
- Piccinni: L'Americano - Patrizia Ciofi/Italian International Orchestra/Eric Hull, 1997 Dynamic
- Meyerbeer: Robert le diable - Bryan Hymel/Martial Defontaine/Carmen Giannattasio/Patrizia Ciofi/Alastair Miles/Carlo Striuli/Francesco Pittari/Coro del Teatro dell'Opera di Salerno/Luigi Petrozziello/Symphonic Orchestra of the Teatro Verdi, Salerno/Daniel Oren, 2013 Brilliant
- Puccini: Il trittico (Gianni Schicchi) - Angela Gheorghiu/Antonio Pappano/London Symphony Orchestra, 1999 EMI/Warner
- Donizetti: Lucie de Lammermoor (Versione Francese 1893) - Nicolas Rivenq/Maurizio Benini/Italian International Orchestra/Bratislava Chamber Choir, 1998 Dynamic
- Giordano: Il Re & Mese Mariano - Nicolas Rivenq/Italian International Orchestra/Renato Palumbo/Bari Teatro Petruzzelli Chorus, 1999 Dynamic
- Amor e gelosia: Operatic Duets - Il Complesso Barocco/Joyce DiDonato/Patrizia Ciofi, 2004 EMI
- Monteverdi: L'Orfeo - Emmanuelle Haïm, 2004 EMI/Virgin/Erato
- Vivaldi: Ercole - Europa Galante/Fabio Biondi/Diana Damrau/Rolando Villazón/Patrizia Ciofi/Joyce DiDonato/Vivica Genaux, 2010 EMI/Virgin/Erato

## Repertorio
| Ruolo                            | Titolo                                  | Autore     |
| -------------------------------- | --------------------------------------- | ---------- |
| Alaide                           | La straniera                            | Bellini    |
| Giulietta Capuleti               | I Capuleti e i Montecchi                | Bellini    |
| Amina Lisa                       | La sonnambula                           | Bellini    |
| Norma                            | Norma                                   | Bellini    |
| Elvira                           | I puritani                              | Bellini    |
| Teresa                           | Benvenuto Cellini                       | Berlioz    |
| Leila                            | Les pêcheurs de perles                  | Bizet      |
| Dirce                            | Medea                                   | Cherubini  |
| Aristea                          | L'Olimpiade                             | Cimarosa   |
| Elisetta                         | Il matrimonio segreto                   | Cimarosa   |
| Divara                           | Divara                                  | Corghi     |
| Daria                            | Viva la mamma                           | Donizetti  |
| Adina                            | L'elisir d'amore                        | Donizetti  |
| Maria Stuarda                    | Maria Stuarda                           | Donizetti  |
| Lucia Ashton                     | Lucia di Lammermoor                     | Donizetti  |
| Pia de' Tolomei                  | Pia de' Tolomei                         | Donizetti  |
| Marie                            | La fille du régiment                    | Donizetti  |
| Norina                           | Don Pasquale                            | Donizetti  |
| Carmela                          | Mese mariano                            | Giordano   |
| Rosalina                         | Il re                                   | Giordano   |
| Juliette                         | Roméo et Juliette                       | Gounod     |
| Polissena                        | Radamisto                               | Händel     |
| Cleopatra                        | Giulio Cesare in Egitto                 | Händel     |
| Asteria                          | Tamerlano                               | Händel     |
| Emira                            | Siroe Re di Persia                      | Händel     |
| Morgana                          | Alcina                                  | Händel     |
| Diana Nerina                     | La fedeltà premiata                     | Haydn      |
| Manon                            | Manon                                   | Massenet   |
| Cendrillon                       | Cendrillon                              | Massenet   |
| L'Ensoilledad                    | Chérubin                                | Massenet   |
| Palmide                          | Il crociato in Egitto                   | Meyerbeer  |
| Isabelle                         | Robert le diable                        | Meyerbeer  |
| Marguerite de Valois             | Gli Ugonotti                            | Meyerbeer  |
| Dinorah                          | Dinorah                                 | Meyerbeer  |
| Euridice                         | L'Orfeo                                 | Monteverdi |
| Clorinda                         | Il combattimento di Tancredi e Clorinda | Monteverdi |
| Aspasia                          | Mitridate, re di Ponto                  | Mozart     |
| Ilia                             | Idomeneo Re di Creta                    | Mozart     |
| Blonde                           | Die Entführung aus dem Serail           | Mozart     |
| Susanna                          | Le nozze di Figaro                      | Mozart     |
| Donna Anna                       | Don Giovanni                            | Mozart     |
| Fiordiligi                       | Così fan tutte                          | Mozart     |
| Ksenija                          | Boris Godunov                           | Musorgskij |
| Antonia Giulietta Olimpia Stella | Les contes d'Hoffmann                   | Offenbach  |
| Silvia                           | L'americano                             | Piccinni   |
| Musetta Mimì                     | La bohème                               | Puccini    |
| Bianca Gabriella Magda de Civry  | La rondine                              | Puccini    |
| Lauretta Nella                   | Gianni Schicchi                         | Puccini    |
| La feu Le rossignol Le princesse | L'Enfant et les sortilèges              | Ravel      |
| Donna Fulvia                     | La pietra del paragone                  | Rossini    |
| Sofia                            | Il signor Bruschino                     | Rossini    |
| Amenaide                         | Tancredi                                | Rossini    |
| Donna Fiorilla                   | Il turco in Italia                      | Rossini    |
| Desdemona                        | Otello                                  | Rossini    |
| Ninetta                          | La gazza ladra                          | Rossini    |
| Adelaide                         | Adelaide di Borgogna                    | Rossini    |
| Zelmira                          | Zelmira                                 | Rossini    |
| Contessa di Folleville Corinna   | Il viaggio a Reims                      | Rossini    |
| Sophie                           | Der Rosenkavalier                       | Strauss    |
| Ophélie                          | Hamlet                                  | Thomas     |
| Aricia                           | Ippolito e Aricia                       | Traetta    |
| Luisa Miller                     | Luisa Miller                            | Verdi      |
| Gilda                            | Rigoletto                               | Verdi      |
| Violetta Valery                  | La traviata                             | Verdi      |
| Nannetta                         | Falstaff                                | Verdi      |
| Idaspe                           | Bajazet                                 | Vivaldi    |
| Fanciulla fiore                  | Parsifal                                | Wagner     |